# En clowns åsikter
En clowns åsikter (Ansichten eines Clowns) är en roman från 1963, berättad i jagform av Heinrich Böll. Boken handlar om en alkoholiserad clown som inte kan sluta tänka på sin före detta fru. 